# Sailly (Ardennes)
Sailly ist eine französische Gemeinde mit 249 Einwohnern (Stand: 1. Januar 2022) im Département Ardennes in der Région Grand Est. Die Gemeinde gehört zum Arrondissement Sedan und zum Kanton Carignan.

## Geografie
Sailly liegt etwa 26 Kilometer ostsüdöstlich vom Stadtzentrum Sedans in den Argonnen. Umgeben wird Sailly von den Nachbargemeinden Carignan im Norden, Blagny im Norden und Nordosten, Linay im Osten und Nordosten, Villy im Osten und Südosten, Malandry im Süden sowie Vaux-lès-Mouzon im Westen und Südwesten.

## Bevölkerungsentwicklung
| 1962                      | 1968 | 1975 | 1982 | 1990 | 1999 | 2006 | 2011 | 2016 |
| ------------------------- | ---- | ---- | ---- | ---- | ---- | ---- | ---- | ---- |
| 329                       | 355  | 296  | 281  | 245  | 223  | 201  | 259  | 250  |
| Quelle: Cassini und INSEE |      |      |      |      |      |      |      |      |

## Sehenswürdigkeiten
- Kirche Saint-Bavon